# Maybe It's Live
Maybe It's Live es el primer álbum en vivo del cantante británico de rock Robert Palmer, publicado en 1982 por Island Records. Combina seis canciones registradas en directo el 11 de octubre de 1980 el Dominion Theatre de Londres con cuatro pistas de estudio escritas para este disco.
El 29 de mayo de 1982 alcanzó el puesto 148 en la lista estadounidense Billboard 200 y permaneció en ella por cinco semanas. Por su parte, en el Reino Unido llegó hasta la posición 32 del UK Albums Chart. Para promocionarlo en el mismo año se publicó el sencillo «Some Gus Have All the Luck», que llegó hasta la casilla 59 del conteo Mainstream Rock Tracks de los Estados Unidos. Mientras que se ubicó en el lugar 16 del UK Singles Chart, siendo su mejor éxito en mencionada lista británica.

## Lista de canciones
| N.º | Título                                             | Escritor(es)                     | Duración |  |
| 1.  | «Sneakin' Sally Through the Alley»                 | Allen Toussaint                  | 4:07     |  |
| 2.  | «What's It Take?»                                  | Robert Palmer                    | 2:54     |  |
| 3.  | «Best of Both Worlds»                              | Palmer                           | 3:06     |  |
| 4.  | «Every Kinda People»                               | Andy Fraser                      | 4:17     |  |
| 5.  | «Bad Case of Loving You (Doctor, Doctor)»          | Moon Martin                      | 4:04     |  |
| 6.  | «Some Guys Have All the Luck» (canción de estudio) | Jeff Fortgang                    | 3:09     |  |
| 7.  | «Style Kills» (canción de estudio)                 | Palmer, Gary Numan               | 4:16     |  |
| 8.  | «Si Chatouilleux» (canción de estudio)             | Palmer                           | 4:34     |  |
| 9.  | «Maybe It's You» (canción de estudio)              | David Ian Ainsworth, Danny Wilde | 3:43     |  |
| 10. | «What Do You Care»                                 | Palmer                           | 2:20     |  |

## Músicos
- Robert Palmer: voz, bajo en pistas siete y ocho, batería, teclados y guitarra en pista ocho
- Alan Mansfield: guitarra (pistas del uno al cinco, siete y diez), teclados (pistas del uno al seis, nueve y diez)
- Adrian Belew: guitarra (pista ocho)
- Kanny Mazur: guitarra (pista seis)
- Chris Bishop: bajo (pistas del uno al seis y diez)
- Danny Wilder: bajo y guitarra (pista nueve)
- Michael Dawe: batería (pistas del uno al cinco y diez)
- Donny Wynn: batería (pistas seis, siete y nueve)
- Gary Numan: teclados (pista siete)